# 九龙山 (嘉兴)
九龙山是中国浙江省平湖市乍浦镇境内二十四座山头的合称，位于杭州湾北岸入海口，东西相距约13公里。
浙江九龙山国家森林公园成立于1997年3月，占地面积433公顷。公园东侧是浙江九龙山省级旅游度假区。九龙山内有南湾炮台、天妃宫炮台等遗址，并通过通天桥连接外蒲山岛。